# Torneio de xadrez de Taxco de 1985
O Torneio de xadrez de Taxco de 1985 foi um dos três torneios interzonais realizados com o objetivo de selecionar dois jogadores para participar do Torneio de Candidatos de 1986, que foi o Torneio de Candidatos do ciclo 1985-1987 para escolha do desafiante ao título no Campeonato Mundial de Xadrez de 1987. A competição foi realizada na cidade em Taxco no México de 20 de junho a 2 de julhoe teve como vencedor Jan Timman.

## Tabela de resultados[1][3]
Os nomes em fundo verde claro indicam os jogadores que participaram do torneio de Candidatos do ano seguinte:
|    |                              | Rating | 1  | 2  | 3  | 4 | 5 | 6 | 7 | 8 | 9 | 10 | 11 | 12 | 13 | 14 | 15 | 16 | 17  | Total | Tie break |
| -- | ---------------------------- | ------ | -- | -- | -- | - | - | - | - | - | - | -- | -- | -- | -- | -- | -- | -- | --- | ----- | --------- |
| 1  | NED Jan Timman               | 2650   | -  | ½  | ½  | ½ | 1 | 1 | 1 | 1 | ½ | ½  | 1  | 1  | 1  | 1  | ½  | 1* | 12  |       |           |
| 2  | CUB Jesus Nogueiras          | 2545   | ½  | -  | ½  | 1 | ½ | ½ | ½ | 1 | 1 | ½  | ½  | 1  | ½  | ½  | 1  | 1* | 10½ |       |           |
| 3  | URS Mikhail Tal              | 2565   | ½  | ½  | -  | ½ | ½ | ½ | ½ | ½ | ½ | 1  | ½  | ½  | 1  | 1  | 1  | 1* | 10  |       |           |
| 4  | CAN Kevin Spraggett          | 2560   | ½  | 0  | ½  | - | 1 | ½ | ½ | 1 | ½ | ½  | ½  | ½  | ½  | 1  | 1  | ½  | 9   |       |           |
| 5  | ENG Jon Speelman             | 2530   | 0  | ½  | ½  | 0 | - | ½ | ½ | 1 | 1 | ½  | 0  | ½  | 1  | ½  | 1  | ½  | 8   |       |           |
| 6  | NOR Simen Agdestein          | 2500   | 0  | ½  | ½  | ½ | ½ | - | ½ | ½ | ½ | ½  | 1  | ½  | 1  | ½  | 0  | ½  | 7½  | 54.00 |           |
| 7  | YUG Mišo Cebalo              | 2485   | 0  | ½  | ½  | ½ | ½ | ½ | - | 0 | 0 | 1  | 1  | ½  | 0  | ½  | 1  | 1  | 7½  | 51.75 |           |
| 8  | EUA Lev Alburt               | 2535   | 0  | 0  | ½  | 0 | 0 | ½ | 1 | - | ½ | ½  | ½  | ½  | ½  | 1  | 1  | ½  | 7   |       |           |
| 9  | EUA Walter Browne            | 2530   | ½  | 0  | ½  | ½ | 0 | ½ | 1 | ½ | - | ½  | 1  | ½  | 0  | 0  | ½  | ½  | 6½  | 48.25 |           |
| 10 | HUN József Pintér            | 2540   | ½  | ½  | 0  | ½ | ½ | ½ | 0 | ½ | ½ | -  | 0  | ½  | 1  | 0  | 1  | ½  | 6½  | 47.75 |           |
| 11 | CHN Qi Jinguan               | 2440   | 0  | ½  | ½  | ½ | 1 | 0 | 0 | ½ | 0 | 1  | -  | 1  | 0  | 0  | ½  | 1  | 6½  | 46.50 |           |
| 12 | URS Oleg Romanishin          | 2570   | 0  | 0  | ½  | ½ | ½ | ½ | ½ | ½ | ½ | ½  | 0  | -  | ½  | 1  | 1  | 0  | 6½  | 45.75 |           |
| 13 | MEX Marcel Sisniega Campbell | 2470   | 0  | ½  | 0  | ½ | 0 | 0 | 1 | ½ | 1 | 0  | 1  | ½  | -  | ½  | 0  | 1* | 6½  | 44.50 |           |
| 14 | TCH Eduard Prandstetter      | 2430   | 0  | ½  | 0  | 0 | ½ | ½ | ½ | 0 | 1 | 1  | 1  | 0  | ½  | -  | 0  | ½  | 6   |       |           |
| 15 | EAU Saeed Ahmed Saeed        | 2400   | ½  | 0  | 0  | 0 | 0 | 1 | 0 | 0 | ½ | 0  | ½  | 0  | 1  | 1  | -  | 1  | 5½  |       |           |
| 16 | URS Yuri Balashov            | 2495   | 0* | 0* | 0* | ½ | ½ | ½ | 0 | ½ | ½ | ½  | 0  | 1  | 0* | ½  | 0  | -  | 4½  |       |           |